# Deltarune
Deltarune är ett datorspel inom genren datorrollspel som utvecklas av Toby Fox, som är känd för att ha skapat datorspelet Undertale under det tredje kvartalet 2015. Spelets första kapitel släpptes den 31 oktober 2018 till Windows och Macintosh samt den 28 februari 2019 till Nintendo Switch och Playstation 4. Det andra kapitlet släpptes den 17 september 2021 till Windows och Mac samt den 23 september till Nintendo Switch och Playstation.
Fox har bekräftat att det fullständiga spelet fortfarande är några år bort, men har visat intresse för att undvika ytterligare kapitel och släppa hela spelet på en gång när det blir färdigt, i likhet med hans föregående spel.